# Dornești (okręg Suczawa)
Dornești – wieś w Rumunii, w okręgu Suczawa, w gminie Dornești. W 2011 roku liczyła 3664 mieszkańców.